# Nestor Burma
Nestor Burma är en litterär figur skapad av den franske deckarförfattaren Léo Malet. Burma är en hårdkokt privatdetektiv, liksom Sam Spade och Philip Marlowe, men han har mer humor. Burmas detektivbyrå kallas Fiat Lux. Han arbetar tillsammans med sin sekreterare, Hélène, som är hopplöst förälskad i honom. De arbetar ensamma, med både skurkar och poliser mot sig. Ibland får de hjälp av journalisten Covet. Poliserna som hela tiden hänger dem i hasorna är kommissarie Faroux och inspektör Fabre. 

## Bearbetningar
I Frankrike startade 1991 en TV-serie där Guy Marchand spelar huvudrollen.
Jacques Tardis serieversion av detektivberättelserna har rönt stor framgång och har fått mycket positiv kritik. Den tredje av serieberättelserna, Une gueule de bois en plomb (Casterman, 1990) har Tardi själv skrivit manus till. Efter fem tjocka album tog Moynot över tecknandet. 2019 ges det trettonde tecknade äventyret om Nestor Burma ut i Frankrike.
Tardi har även tecknat omslag till Malets böcker; detta gällde en nyutgivning i Frankrike på 1980-talet.

## Utgivning
Det finns inte många av Leo Malets böcker översatta till svenska. Barnablod – en julberättelse gavs ut av Vertigo 1996, Tardis seriealbum Dödens adress gavs ut av Medusa 1989 och 120 rue de la Gare av Ersatz 2019.

### Nestor Burma av Léo Malet
| Originalpublicering | Originaltitel                     | Serieversion | Svensk eller dansk titel        | Tecknare |
| ------------------- | --------------------------------- | ------------ | ------------------------------- | -------- |
| 1943                | 120, rue de la Gare               | 1988         | Dödens adress                   | Tardi    |
| 1948                | Le cinquième procédé              | -            | -                               |          |
| 1954                | Le soleil naît derrière le Louvre | 2007         | -                               | Moynot   |
| 1955                | Des kilomètres de linceuls        | -            | -                               | -        |
| 1955                | Fièvre au Marais                  | -            | -                               | -        |
| 1955                | La nuit de Saint-Germain-des-Prés | 2006         | -                               | -        |
| 1956                | M'as-tu vu en cadavre             | 2000         | Døden i Rue de Paradis          | Tardi    |
| 1956                | Brouillard au pont de Tolbiac     | 1982         | Tåge over Tolbiac-broen         | Tardi    |
| 1957                | Casse-pipe à la Nation            | 1996         | Skydetelt på Place de la Nation | Tardi    |
| 1957                | Micmac moche au Boul' Mich'       | 2015         | -                               | Moynot   |
| 1971                | Nestor Burma court la poupée      | -            | -                               | -        |
| 1983                | Poste restante                    | -            | -                               | -        |

### Övriga källor
- Bedetheque
- thrillingdetective.com